# Fitolacàcies
Fitolacàcia, Fitolacàcies o Phytolaccaceae és una família de plantes amb flors.

## Gèneres
Dins d'aquesta família es reconeixen quatre gèneres:
- Anisomeria D.Don
- Ercilla A.Juss.
- Nowickea J.Martínez & J.A.McDonald
- Phytolacca Tourn. ex L.